# Zhang Zairong
Zhang Zairong, chiń. 張載榮 (ur. 14 marca 1969) – chiński sztangista, olimpijczyk.

## Biografia
Startował w wadze muszej (do 52 kg). Dwukrotnie zdobył brązowe medale mistrzostw świata (1990, 1991). W 1992 uczestniczył w letnich igrzyskach olimpijskich w Barcelonie, w rwaniu osiągnął wynik 115 kg, jednak nie zaliczył żadnej próby w podrzucie i nie został sklasyfikowany. 27 września 1991 ustanowił w Donaueschingen rekord świata w rwaniu, wynikiem 120,5 kg.

## Najważniejsze starty

### Letnie igrzyska olimpijskie
- Barcelona 1992 – nie sklasyfikowany (waga musza)

### Mistrzostwa świata
- Budapeszt 1990 –  brązowy medal (waga musza)
- Donaueschingen 1991 –  brązowy medal (waga musza)